# ルリヨシノボリ
ルリヨシノボリ（瑠璃葦登、Rhinogobius mizunoi）はヨシノボリの一種であり、早瀬でみられる大型の種。頬と体側に特徴的な瑠璃色の斑紋がある。以前はヨシノボリるり型と称されていた個体群のことである。

## 分布
日本においては、積丹半島から渡島半島の日本海側の北海道、下北半島西部、青森県から山口県までの日本海側の本州、房総半島以南の太平洋側の本州、佐渡島、四国、淡路島、九州。なお、瀬戸内海沿岸部での分布は少ない。
韓国においては、済州島に生息する。

## 形態
全長は8-10cmで、最大で12㎝ほどになる。ヨシノボリ属のなかではオオヨシノボリに次いで大型の種として知られる。頬と体側には瑠璃色の斑紋がある。オスの第1背鰭
は高い烏帽子型。胸鰭基底には赤く縁どられた白色帯と暗色帯がある。尾鰭基底には八の字を横にしたような斑紋がある。

## 生態
小型の水生生物や藻類を食す雑食性。ほかのヨシノボリ属と同様に、石の下を掘って巣を作り繁殖する。両側回遊型と陸封型がいる。
両側回遊型は川でふ化直後に、海に流され、海で成長した後、生まれた川を遡上して、成魚として中流から渓流でくらす。早瀬など流れが速い場所の礫底を好むとされ、ほかのヨシノボリ属とニッチを分割している。特に山地が海に張り出した急峻な地形を流れる小川に多いとされ、大きな河川であるほど上流まで遡上する。
陸封型はダム建設によって陸封されてしまった個体群や湖沼によって自然と陸封された個体群などが該当する。陸封型は両側回遊型ほどは大型にならない。済州島でも湖沼の陸封型個体群が確認されている。

## 料理
ほかのヨシノボリと混称されてゴリやグズと呼ばれてきた。その呼称でほかのヨシノボリと区別されることなく、佃煮、から揚げ、みそ汁、卵とじとして食されてきた。天ぷら、素揚げとしても食べられる。